# Polymerus chrysopsis
Polymerus chrysopsis är en insektsart som beskrevs av Knight 1925. Polymerus chrysopsis ingår i släktet Polymerus och familjen ängsskinnbaggar. Inga underarter finns listade i Catalogue of Life.